# Micropodabrus pingtungensis
Micropodabrus pingtungensis is een keversoort uit de familie soldaatjes (Cantharidae). De wetenschappelijke naam van de soort werd in 1982 gepubliceerd door Wittmer.